# Orx
Orx – miejscowość i gmina we Francji, w regionie Nowa Akwitania, w departamencie Landy.
Według danych na rok 1990 gminę zamieszkiwało 370 osób, a gęstość zaludnienia wynosiła 31 osób/km² (wśród 2290 gmin Akwitanii Orx plasuje się na 819. miejscu pod względem liczby ludności, natomiast pod względem powierzchni na miejscu 934.).